# Кім Мін Чхол
Кім Мін Чхол (кор. 김 민철;; нар. 4 квітня 1983) — південнокорейський борець греко-римського стилю, срібний призер чемпіонату світу, чемпіон та срібний призер чемпіонатів Азії, чемпіон Азійських ігор, учасник Олімпійських ігор.

## Життєпис
Боротьбою почав займатися з 1996 року. У 2002 році став бронзовим призером чемпіонату Азії серед юніорів.
Виступав за спортивний клуб «Sung Shin Company». Тренер — Кім Сан Мун.

## Спортивні результати на міжнародних змаганнях

### Виступи на Олімпіадах
| Змагання                    | Збірна         | Вагова категорія                 | Місце |
| --------------------------- | -------------- | -------------------------------- | ----- |
| Літні Олімпійські ігри 2008 | Південна Корея | греко-римська боротьба, до 66 кг | 15    |

### Виступи на Чемпіонатах світу
| Змагання                        | Збірна         | Вагова категорія                 | Місце  |
| ------------------------------- | -------------- | -------------------------------- | ------ |
| Чемпіонат світу з боротьби 2005 | Південна Корея | греко-римська боротьба, до 66 кг | Срібло |
| Чемпіонат світу з боротьби 2006 | Південна Корея | греко-римська боротьба, до 66 кг | 18     |

### Виступи на Чемпіонатах Азії
| Змагання                       | Збірна         | Вагова категорія                 | Місце  |
| ------------------------------ | -------------- | -------------------------------- | ------ |
| Чемпіонат Азії з боротьби 2008 | Південна Корея | греко-римська боротьба, до 66 кг | Золото |
| Чемпіонат Азії з боротьби 2011 | Південна Корея | греко-римська боротьба, до 66 кг | Срібло |

### Виступи на Азійських іграх
| Змагання           | Збірна         | Вагова категорія                 | Місце  |
| ------------------ | -------------- | -------------------------------- | ------ |
| Азійські ігри 2006 | Південна Корея | греко-римська боротьба, до 66 кг | Золото |

### Виступи на інших змаганнях
| Змагання                                    | Збірна         | Вагова категорія                 | Місце  |
| ------------------------------------------- | -------------- | -------------------------------- | ------ |
| Міжнародний меморіал Дейва Шульца 2010      | Південна Корея | греко-римська боротьба, до 66 кг | Золото |
| Кубок Президента Казахстану з боротьби 2011 | Південна Корея | греко-римська боротьба, до 66 кг | 4      |

### Виступи на змаганнях молодших вікових груп
| Змагання                                      | Збірна         | Вагова категорія                 | Місце  |
| --------------------------------------------- | -------------- | -------------------------------- | ------ |
| Чемпіонат Азії з боротьби серед юніорів 2002  | Південна Корея | греко-римська боротьба, до 58 кг | Бронза |
| Чемпіонат світу з боротьби серед юніорів 2003 | Південна Корея | греко-римська боротьба, до 66 кг | 8      |